# テイルズ オブ イノセンス
『テイルズ オブ イノセンス』（Tales of Innocence、略称：TOI / イノセンス）は、バンダイナムコゲームスから2007年12月6日に発売されたニンテンドーDS用RPG。『テイルズ オブ』シリーズの1つで、ジャンル名は「想いを繋ぐRPG」。2012年1月26日にはPlayStation Vita用『テイルズ オブ イノセンス R』（テイルズ オブ イノセンス アール、Tales of Innocence R）が発売された。
前世の記憶に目覚め、異能の力を行使できるようになった主人公たちと、世界を創り変える力「創世力」の悪用を企む者たちの戦いを描いている。戦闘システムは『テイルズ オブ ジ アビス』の3D空間での戦闘に、PS2版『テイルズ オブ デスティニー』の空中戦闘を組み合わせたもの。

## ストーリー

### 前世の時代
かつて世界には神が暮らしていた。神は「天術」と呼ばれる奇跡の力を行使することができた。神の中には力を悪用し、世界を乱す者がいた。そのため世界を天上と地上に分かち、罪を犯した神から天術の力を奪い、地上へ閉じ込めた。
地上へと落とされ、力を奪われた神は人間となった。人間は天上へと贖罪と祈りをささげ、天上は免罪の意として天術の力を人間たちへと還した。これが二つの世界の均衡となり保たれていた。
しかし、いつしか人間たちは自分たちが神であることを忘れ、天上への祈りが失われていった。これは後に「無恵」と呼ばれ、地上と天上との均衡が崩れ、世界が狂い始める原因となった。
天上では、天上界を維持するため人間の祈りの代わりに、人間の魂そのものを無理矢理刈り取るという方法が考えられた。これを強行したのが「ラティオ」と呼ばれる国である。「死神」と呼ばれる神らが地上へと赴き、人間たちの魂を次々と刈り取っていった。これにより天上は何とか維持できる状態まで持ちこたえていた。
しかし、「センサス」の国がこのやり方に反対を唱えた。彼らは、天上と地上が分かれていることが原因と考え、二つの世界を一つに戻すことが正しき道だと主張した。二つの国は違う主張を唱え、そして戦争になった。
長きに亙る戦争の末、センサスの名将アスラはラティオを打ち破り、天上界の統一を果たした。彼の願いである「天地融合」。この願いはついに叶えられようとしていた。

### 本編の時代
世界は騒乱の真っ只中にあった。王都レグヌムと西の国ガラムとの間では戦争が勃発し、戦争により大地は荒れ果て、戦争孤児や食料不足などが深刻化していた。
そんな中、世界に「異能者」と呼ばれる超人的な力を持つ者が現れ始めた。その力は強大すぎるため忌むべきものとし、王都レグヌムでは「異能者捕獲適応法」と呼ばれる法案が施行された。この法律により、レグヌムを中心に異能者狩りが始まった。
この事態に「アルカ教団」という組織が立ち上がる。アルカ教団は、異能者らを保護する団体を名乗り、世界各地で信者を獲得していった。
異能者の存在により、さらに混乱する世界。そして商家の一人息子、ルカ・ミルダは自らの中の異能の力を呼び覚ましてしまう。

## システム（DS版）
この項目ではDS版に採用された新システムについて説明する。シリーズの基本システムについては当該項目を、PS Vita版のシステムについては#テイルズ オブ イノセンス Rを参照のこと。

### 戦闘システム
本作の戦闘システムは、「DS-LMBS（ディメンションストライド・リニアモーションバトルシステム）」。これは『テイルズ オブ ジ アビス』の「FR-LMBS（フレックスレンジ・リニアモーションバトルシステム）」に、PS2版『テイルズ オブ デスティニー』の「AR-LMBS（エアーリアル・リニアモーションバトルシステム）」とを融合したもの。さらに『テイルズ オブ レジェンディア』のパッシングスルーも採用されている。3D化され、操作キャラクターを自由に動かせる「フリーラン」により、従来の地上での戦闘、さらに空中での攻防戦も可能な新システムとなっている。
また、従来のシリーズの3D作品の問題点だった「攻撃していると自分と相手の軸がずれていって攻撃が当たらなくなる」という点が本作で解決された（どこを向いていても、通常攻撃や技を出そうとするとターゲットされた敵の方を向く）。
『テイルズ オブ ザ ワールド レディアント マイソロジー』同様、アイテムを使う際攻撃を受けるとアイテム使用を阻止され、使った後の待ち時間がない。
他の作品とは違い、モンスターを倒したら落としたガルドとアイテムを自分で拾わなくてはならない。これらはドロップ後一定時間が経過すると消えてしまうため、戦闘中はそちらにも気を配る必要がある。
覚醒
戦闘中、積極的に攻撃を繰り出したり、防御を上手く行うことでテンションゲージが上昇する。テンションゲージがMAXになると覚醒状態となり、一定時間の間、攻撃力や詠唱速度などステータスが著しく増加する。TP消費量が減少するボーナスも付加される。テンションゲージは何もせずにいると減少していく。
このシステムは、『テイルズ オブ デスティニー2』の「スピリッツブラスター」や『テイルズ オブ シンフォニア』・『テイルズ オブ ジ アビス』の「オーバーリミッツ」に類似したシステムであるが、そのいずれも発動中は無敵状態（仰け反りが無効化）になるが、覚醒の場合、無敵状態にはならず攻撃を受けると仰け反り状態になってしまう。しかし、覚醒中に効率よく攻撃を継続することで、覚醒状態を維持することができる。
インフィニティジャム
覚醒時にL・Rボタンを同時押しすることでインフィニティジャムが発動する。
このシステムは、『テイルズ オブ シンフォニア』の「ユニゾン・アタック」と『テイルズ オブ レジェンディア』の「クライマックスモード」を組み合わせたようなシステムで、一定時間の間、対象の敵の行動を停止させ、一方的に攻撃を仕掛けることができるシステムである。
さらにインフィニティジャム発動時も、キャラクターチェンジが可能で、次々とコンボを繋げていくことができる。
秘奥義
アビリティ「覚醒」をセットすることで使用可能になる必殺技。覚醒状態でコマンドを入力することで発動できる。発動時は前世の姿（後述）に変化し技を繰り出す（敵も同様）。ただし外部作品では、本作のパーティキャラクターが登場するものの秘奥義は普通の姿で発動する。

### カスタマイズ要素
スタイル / アビリティ
キャラクター自身の強さとは別に設定されているシステム。切り替えることによって能力値が大きく変化する。また、スタイルレベルが上がると能力値の変化幅が大きくなるほか、特殊な効果を発揮する「アビリティ」を習得、各キャラクターのレベルに応じた数をセットできる。「アドバンス」から「テクニカル」は最初から所持しており、「イノセント」と「ヴァーサス」は条件を満たすと習得できる。
アドバンス
物理攻撃で戦う前衛向きのスタイル。攻撃力が高く、アビリティはHP上昇・クリティカル率アップなど物理攻撃にかかわるものが多い。
ウィズダム
術で戦う後衛向きスタイル。術攻撃力が高く、アビリティは詠唱時間減少など術にかかわるものが多い。
ガーディアン
前衛向きのスタイル。防御力が高く、アビリティは状態異常無効化、HP回復に特化している。
テクニカル
機動力の高いスタイル。アビリティは移動速度上昇、逃走時間短縮など戦闘補助に特化している。
イノセント
バランス型のスタイル。アビリティはテンションゲージにかかわるものが多い。
ヴァーサス
バランス型のスタイル。アビリティは能力値が減少するものが多い。

武器のカスタマイズ
武器と素材を組み合わせることで、武器に特殊効果やアビリティを付加できる。

### ギルド
プレイ中に行ける施設の一つで、自由にクエストが受けられる。クエストのダンジョンは入るたびにマップが変わるローグライクゲーム形式。選べるクエストはレベルによって制限があり、最初は低ランクしか受注できないが、こなしていけば高ランクのクエストも受注できる。クエストをクリアすると成功報酬もあり、報酬にはガルド、グレード、ギルドポイントがある。また、ラスボスよりもはるかに強いボスが眠る、立入禁止区域と呼ばれる隠しダンジョンが存在する。

### フレンドシップ
『テイルズ オブ シンフォニア』の好感度に近いシステム。プレイ中の選択肢によってキャラクター同士の「絆値」と呼ばれるポイントを得ることができ、それによってキャラクター同士の親密度が上昇する。なお、「絆値」は戦闘中に支援行動をすることでも得ることができる。
絆値を得ることで各キャラクターに関するサブイベントなどが発生する。

## 世界観

### 天上界
創世神である原始の巨人の死によって、神々と大地は誕生した。しかし悪しき神も増えていき世界は荒れていた。そこで原始の巨人が残した創世力を使い、天上の一部を切り離して地上を作り、悪しき神々を地上に閉じ込めた（この地上に落とされ、力を奪われた神々が、後の地上人となる）。この計画の賛成派がラティオ、反対派がセンサスとなり、天上界は二つの国に分かれることになる。しかし天上を支える重要なシステムのほとんどが地上に持って行かれてしまい、天上界は均衡を崩すことになってしまう。そこで地上人からの信仰心を集めることで、天上界を維持していたが、ときが経つにつれその信仰心は次第に薄れていき、ラティオの死神という役職の者たちが地上人の魂を狩り取ることで、辛うじて維持してきた。
センサスの将軍アスラはこの状況を変えるため、天地をひとつにするために天上界を統一して、ケルベロスから創世力を譲り受ける。しかしアスラが創世力を使おうとした時にイナンナに裏切られ、アスラは彼女を道連れにして死ぬ。これにより、「使用者のもっとも愛する者を殺す」という創世力の発動条件をアスラとイナンナの2人が同時に満たしてしまい、創世力は不安定な状態で発動したことで、結果として天上界を崩壊させてしまう（実際には不完全な形で地上と融合した）。この崩壊によりヴリトラとタナトスを除く神々はみな死んでしまった。
センサス
天上界の切り離しに反対だった者たちが形成した国家。しかし国家としての機能はまるでなく、実質は少数民族の集団のようなものであった。世界の維持に関してはあまり関心がなかったが、地上人の信仰心は大切にしており、地上人の魂を狩ることには反対していた。創世力はセンサスの領土にあるため、度々ラティオからの侵略を受けていた。
当初は国としての機能をまったく持っていなかったため、戦ではほとんどラティオに敗れていたが、アスラが将軍として指揮するようになってから戦況は逆転。次々とラティオを破っていき、最終的にはセンサスが勝利を収める形で戦争は終結する。地上人には関心はあるが、アスラの掲げた天地融合はセンサスの民全員の悲願というわけではない。
ラティオ
天上界の切り離しに賛成した者たちが形成した国家。センサスとは違い、規律を作って守り、世界の運用に関して関心が高く、国や軍隊が発展していった。ラティオの頂点に立つのは天空神と呼ばれる王だが、政治の権限は全て元老院が握っている。世界の発展を真剣に願ってはいるが、選民思想が強く地上の人間を忌み嫌い、考え方の異なるセンサスを「野蛮人」と言い、見下している。特に元老院はセンサスも地上人も排除したラティオだけの理想国家を作るため、創世力を手に入れようとセンサス領土を攻めている。しかし、元老院の排他的な思想に反感を持っている者も、決して少なくは無い。

### 用語
転生者（異能者）
かつての天上の神々の生まれ変わり。前世の記憶を夢で見る。転生者として覚醒すると神の力である天術を使うことができ、常人離れした戦闘能力を誇る。しかしその能力故に、何も知らない一般人からは「異能者」と呼ばれ、蔑まれている。また各地で強盗したり、人を傷つけたりする者も少なくなく、評判が悪い。王都レグヌムはその力を戦争に利用しようと、危険な存在を管理するという名目で「異能者捕縛適応法」を発令。それに捕まってしまった転生者は、兵器の動力源にされるか、戦場で兵士として戦わさせられる運命である。
転生者同士は相手が誰の転生かはある程度はわかるらしい。また前世の能力を完全に取り戻すと覚醒し、前世の姿になることができる（ただし、よっぽどのことがないと覚醒しない）。地上人の魂は転生せず、転生は天上界のみで行われ神々が地上人に転生することはないが、天上界の崩壊で天上と地上が不完全な形で融合していたため、転生が地上で行われるという現象が起きてしまった。
天術
神々が持っていた力で、無恵の前に教会の人間が起こしていた奇跡の力。元は神々が信仰の見返りに地上人に与えていた力であったが、現在では一般的には忌むべき存在とされる「異能者」の異能の力と呼ばれている。転生者の力そのものであり、これを封じられると術技を使うことができず、超人的な身体能力も一般人並に低下してしまう。
無恵
かつて教会の人間が起こしていた奇跡の力（天術）が、突如使えなくなってしまった時期のこと。原因は天上界の崩壊であり、それ以来大地は荒れていくようになり、同時に異能者（転生者）が出現するようになった。
創世力
世界の創造神である原始の巨人が残した、世界を創り変えることのできる力。使用者の思う力となり、使い方によっては世界そのものを滅ぼすことも可能（事実、天上界は創世力によって崩壊した）であるため、古の神々が創世力の番人ケルベロスを生み出し、守らせてきた。
創世力を使うには「献身と信頼、その証を立てよ。さすれば我は振るわれん」と伝わっている。その言葉はラティオ側では「使用者にとって、自身の半身となり得るほどの近しい者と共に力を行使する」と解釈し、センサス側では「使用者のもっとも愛する者を犠牲にする」と解釈しており、どちらの解釈でも創世力は発動している。物語において非常に重要な存在であり、ルカたちは創世力を悪用しようと企む者たちから創世力を守るため、前世の記憶を頼りに創世力を探して旅をしている。またマティウスたちアルカ教団やレグヌム軍も、ルカたちの前世の記憶の中に創世力の手掛かりがあると踏み、彼らの旅を監視している。
PS Vita版では、ルカは「孤独を嫌った始祖の巨人が、使用者の愛する者の犠牲を望む筈はない」とセンサス側の解釈を否定しており、アスラとイナンナが創世力を発動させたのは二人が真に愛し合っていたためと語っている。
ミュース族
サニア村付近に住む生き物。サルとネズミを足したような生き物で、人間の言葉を話すことができる。総じて食い意地の張った生き物で、飢えと乾燥に強いが、食べられる時には凄まじい食欲を誇る。巣穴を作って馬を転倒させたり、食糧を荒らされる危険性があるため、サニア村では一斉捕獲して食糧のかわりに簡単な雑用をさせるという契約を交わしている（イリアによれば全く割に合わないとのこと）。
実はかつてはラティオで食料庫の番人をしていた神の子孫（言葉を話せるのはそのため）。しかし、食糧庫の食べ物を食い荒らしたため、大地母神（イナンナの母親）に今のミュース族に姿を変えられた。罰はそれで済んだが「天上の食い物には飽きた」と言い、自らの意志で地上に降りていったらしい。
グリゴリ
神の血を引く者と名乗る一族。地上を守ることを責務とし、かつて天上界を滅ぼした天上人の生まれ変わりである転生者を敵視している。対転生者のための戦闘訓練も行っており、転生者の天術を封じる結界を張ることができる。現在はレグヌム軍に協力しているが、一枚岩ではない様子。
その正体は、地上に降りてきた死神タナトス（現在のガードル）の血を引く者たち。かつて神が地上人に天術を与えていた時代では地上人の天術を封じる技術があり、それがタナトス（ガードル）を通じてグリゴリ一族にも伝わっている。神の血を絶やさないために、ガードルが婚姻を管理しているようである。

### 地理
王都レグヌム
ルカとスパーダの出身国。世界の盟主国だったためプライドが高く、他の国に対しても強い発言権を持つ。そのためガラムとテノスの両国とは仲が悪く、戦争をしている。権威主義の国家であり、貴族区域は一般市民の立ち入りは制限されている。その反面工業化が進んでおり、町周辺の交通網はかなり整備されている。ただし治安は決していいとは言えない。両国との戦争は今のところ優勢と言われているが、西と北の戦場を見る限りではかなり泥沼化している。
レグヌムには異能者が多くいたが、一般人には「無恵」によって生まれた悪魔だという認識が強く、ほとんどの人間が彼らを危惧している。そのため法律の下で危険な異能者を管理するという名目で「異能者捕縛適応法」が発令されたが、その実態は戦争のための道具として利用するためである。
聖都ナーオス
アンジュの育った国で、出身国ではない。かつて教会の権威が絶頂であったころに作られた町。
現在は王都のお膝元にあり、緑が豊かでのんびりとした田舎であるが、近くにナーオス基地があるため、いつ戦争の被害を受けるのかと住民は不安でいる。かつての教会の権力の象徴でもあった大聖堂があるが、「無恵」からは教会の権力が落ちたため寂れていたらしい。現在でも教会の中心地となっており、教会付属の神学校もある。
この町の異能者（転生者）はアンジュだけだったらしく、シスターであったアンジュが天術を使って人々の病を癒すようになってから「ナーオスの聖女」として瞬く間に広がり、彼女を拝みに来た巡礼者たちの奉納物は町の貴重な収入源となっていた。しかしアンジュが大聖堂を破壊した事件をきっかけに巡礼者は減り、聖職者たちも各地に散ってしまったらしい。
東の国アシハラ
大陸の東にある島国で、チトセの出身国でもある。歴史が古く教会の影響をあまり受けなかったため、どの国とも異なった独自の文化を営んでいる（日本に似ている）。かつては強力な海軍を有した海洋国家であったが、「無恵」による海面上昇の影響で国土の三分の一が水没してしまっており、深刻な状況が続いている。
西の国ガラム
火山が連なる山岳地帯に存在する国。リカルドの出身国である。山岳民族が王都の勢力に抵抗するために町の形になったことから、レグヌムとはかなり仲が悪い。町の周りは鉱山であることから鉱物の生産が主な産業で、古来より鍛冶が盛んである。近くに聖地と呼ばれるケルム火山があり、火の神バルカンを信仰している。またケルム火山は武術の修行地としても有名である。異能者に対してはわりと緩和的であり、王都のような捕縛法も発令されていない。
戦力は兵士というよりは武芸者の集団であり、大兵力同士でぶつかる野戦は苦手だが、地の利を生かしたゲリラ戦法が得意。西の戦場でも、この戦法でレグヌム軍を苦しめている。
南の国ガルポス
南に位置する、気候がとても暑い国。元々は独自の文化を築いてきた小国であったが、レグヌムに植民地とされている。王都の農作物を一手に引き受けており、特に果実はグミに加工して次々と戦場に出荷されるため、一般に果実が回ってくることはほとんどない。町の外れには森があるが、王都のプランテーションの強要により森林は切り広げられ、動物たちの住みかが追われている。人々はプランテーション以外の王都の政策に対して不満はなく、以前と変わらずおだやかに暮らしている。かつては龍神ヴリトラを崇める宗教が存在していた。
グリゴリの里
北西の孤島にある、神の血族であるグリゴリたちが隠れ住む里。転生者を忌み嫌い、人間との関わりを避け、外部と関わることなく独自のコミュニティを築いてきた。族長はグリゴリたちの父親に当たるガードル。島を出ることは基本的に許されていないが、それに不満を持っている者もいるらしい。
商業都市マムート
レグヌムとテノスの国境にある、世界一の商業都市。過去の領土の問題からどちらの国にも属さないという不文律があり、税金が安いため商業が繁盛した。世界の交易の要でもあり、世界中の物と人が集まると言われている。レグヌムから汽車はマムート止まりで、テノスへは両国の関係悪化が理由で直通していない。この町の人々はエルマーナに似た訛りで話すが、彼女のものとは微妙に違う。レグヌム軍とテノス軍が戦争している北の戦場からは離れているが、負傷した兵士はこの病院に送られて来ている。
レムレース湿原
マムートの近くにある不気味な湿原。遥か昔は小さな湖がたくさんあり、とても美しい景観であったが、北の雪解け水が流れてきて、運ばれてきた土砂で段々埋まっていってしまった。古くから浮かばれぬ魂が寄り集まる忌むべき場所と言われており、無恵による現象のためか、戦争で死んでしまった兵士たちの死体が動き襲い掛かってくる。
北の国テノス
寒冷地帯にある北の技術大国。その技術力はレグヌムをも凌ぐほどで、レグヌムに敷かれている機関車も元々はテノスの技術。かつてレグヌムとの共同開発で線路を引張らせたのだが、国境を跨ぐテノスを相手にレグヌムは鉄道の通行料をせしめようとしたことから、戦争の発端となったらしい。石炭の発掘が町の主産業で、鉄道の収益で仲が悪くなったものの、整地や橋を架ける王都の土木技術とテノスの発達した蒸気機関の技術のおかげで大量の石炭輸送が可能になった。
昔、独立戦争が始まる前は王都の支配下にあったらしく、住民たちは今でも王都に対する反感が強い。一年の大半が冬の氷に覆われており、豊穣の女神が降り立つと言われている夏はとても貴重である。町の東には豊穣の女神が降り立つ「神待ちの園」がある。
サニア村
大陸東部（PS Vita版では南部）の砂漠地帯にある小集落で、イリアの生まれ故郷。昔、国策として王都が移民政策を実施し、ゴールドラッシュを夢見た人々が押し寄せたが、期待されたほどの金脈がなかったことと、戦争の始まりによって政府が開発から手を引いたことでゴーストタウン化してしまい、現在はその一部が残るのみとなっている。法整備がなされていないため、一般人の護身用に銃を持ち、家畜などの世話をしながら生活をしている。イリア以外にも転生者が数多く存在していたが、アルカ教団の襲撃によってみんな連れて行かれてしまい、難を逃れたのはイリアだけである。アルカによって多くの家や物資が焼き払われてしまい、ようやく村を立て直した矢先に、王都軍の黎明の塔侵攻開始により、塔の近くにあるこの村の物資を王都軍が略奪しに来るため、かなり深刻な状況に置かれている。

## 登場人物

### 主要人物
ルカ・ミルダ (Ruca Milda)
声 - 木村亜希子、サエキトモ（TOFでの代役）
15歳 / 身長168cm / 体重56kg / 3サイズ：B82 W74 H83 / 一人称：僕
本作の主人公。王都レグヌムに暮らす、裕福な商家の跡取り息子。成績優秀な優等生だが、運動神経や喧嘩の方はさっぱり。性格は引っ込み思案で自分に自信が無く、他人に流されがちである。父親の跡を継ぐことになっているが、本人は医者になりたいと思っている。母親の作るチーズスープと魚料理が好物。
パーティ内ではアンジュの講義についていける数少ない人物であり、性格柄、イリアやスパーダによくからかわれている。イリアのことが好きで、様々な方法でアプローチを試みてはいるが、元々の性格が手伝って大体は失敗に終わっている。また、そのことで仲間に相談したりするなど、思春期の少年らしい一面も見せる。
前世はセンサスの将軍アスラ。覚醒は遅かったものの、幼い頃から前世の夢を見ており、夢の中の自分であるアスラの剣術と威風堂々とした態度にずっと憧れを抱いていた。武器に大剣を使うのもアスラの影響であり、当初は天術がないとまともに振れなかったが、徐々に慣れたらしい。
天術の属性は「火」。同属性の攻撃術、特にシリーズ初期に見られた炎系の技の多くを習得する。華奢な外見に反し、武器は身の丈ほどもある大剣で、剣術においても火属性の付加された強力な技を多く習得する。通常攻撃のスピードは他のキャラクターと比べ遅めであるが、パーティ内屈指の攻撃力を誇る。
「ミルダ」はエスペラント語で「温和」を意味する。
アスラ (Asura)
声 - 小山力也
人間なら30代後半
ルカの前世。かつて天上界統一を成し遂げたセンサスの将軍。元は土から生まれた下級の神だったが、龍神ヴリトラによって立派に育てられ、覇王までに上り詰める。ヴリトラからかつての天上界の美しさを聞きながら育ったため、地上人の魂を刈り取って維持している天上界の現状に憤りを感じており、天地を再びひとつにするために創世力を求めるようになる。その圧倒的な力や、威風堂々として威厳に満ちた態度から、同じ天上人ですら恐れられ、また尊敬されている存在。ラティオから逃げてきたイナンナを溺愛しており、最高の相棒として信頼している聖剣デュランダルを片手に戦う。
実はセンサスを治める「魔王」と同一人物であり、「将軍アスラ」と「魔王」の二つの立場を使い分けていた。天上界統一を成し遂げたこと創世力を譲り受け、天地統一を行おうとした。しかし、その直後に最も信頼していたイナンナとデュランダルに裏切られ、「すべてを手に入れても失うのであれば、元よりなにも持たない方がよかった」と憎しみと絶望のうちに彼らを道連れにして死亡するが、それが今回の事態を招く遠因となる。天空城には石像と化した彼とイナンナ、デュランダルの死体がある。アスラの魂は「ルカ」と「マティウス」に分かれ、ルカは「将軍アスラ」としての一面やかつての優しさの記憶を受け継いでいたのに対し、マティウスは「魔王」としての一面やイナンナとデュランダルに裏切られた深い憎しみと絶望を受け継いでいる。
ルカは前世と現世で受けた裏切り以上に、自分のアイデンティティの一部になっていた前世であるアスラが天上を崩壊させ、無恵を引き起こして世界に戦争と転生者出現という事態を引き起こしたという事実を知り、ショックを受けてマティウスの言われるがままになってしまった。しかし現世で培った自分の絆を信じ、前世との区切りをつけ仲間の元へ戻る。
DS版の冒頭では、アスラを操作する戦闘イベントがある。
イリア・アニーミ (Iria Animi)
声 - 笹本優子
15歳 / 身長166cm / 体重53kg / 3サイズ：B85 W62 H88 / 一人称：あたし
本作のヒロイン。東部の開拓地域サニア村の村長の娘。前世は豊穣の女神イナンナで、幼い頃から転生者として目覚めていた。かつてセンサスの中枢にいた彼女の転生者であったことから、マティウスと教団に故郷のサニア村を襲われ尋問されそうになり、親に逃がされてレグヌムに逃避してきた。道中で無一文になり空腹でふらふらとしていたとき、ルカと運命的な出会いを果たす。マティウスより先に創世力を手に入れるため、前世を巡る旅にルカを巻き込む形で旅に出る。
性格は大雑把かつ短気で、自分の欲望には正直である。スパーダとは気が合い、共にルカをからかうが、ルカに対してはそれなりに好意を持っており、チトセとの関係に嫉妬することもある。創世力を求めるために前世の記憶を求めて旅をしてはいるが、彼女自身は前世の記憶が非常に曖昧らしく、前世のことを思い出そうとすると激しい頭痛に見舞われる。趣味は乗馬で、抜群のスタイルを誇る。美人だが時折悪党のような顔で「ニシシ」と笑う。女性らしいことが嫌いで、大袈裟なまでにがさつとも言える言動が目立つが、これは前世であるイナンナが女を武器にする性格で、そのやり方を嫌いイナンナを反面教師にしてきた結果である。
意外と人を見ており、コンウェイとキュキュが本当は仲が悪いことを見抜いていた。勉強方面は苦手なようで難しい話を聞くと頭が痛くなるらしいが、貧しい故郷を目の当たりにしてきたため、「自分で学校を建ててそこの校長になる」という将来の夢を抱いている。平和を取り戻した後は、村の再建を手伝い学校を建てるための準備をしている。好きな食べ物は肉料理。
天術の属性は「水」。PS Vita版では「風」も追加されている。回復・補助系の術を多く習得する。武器は拳銃を二丁拳銃で扱う（リカルドの見立てでは45口径）。遠距離からの攻撃を得意とするが、接近戦も得意とする。また、水属性が付加した技を多く習得する。ヒット数を多く稼げるため、コンボを繋げる際には便利なキャラクターである。
「アニーミ」はエスペラント語で「元気づける」を意味する。
イナンナ (Inanna)
声 - 田中敦子
人間なら20代後半
イリアの前世。豊穣の女神で、絶世の美貌の持ち主。敵対するラティオ側の1人であったが、戦いの最中に自らセンサスの軍へ歩み寄り、アスラと共に覇道の道を進む。周囲の憧れの的であり、アスラからは溺愛されているが、生まれ変わりのイリアからは「男を落とす方法を知りつくし、そんな自分に酔っている」と言われている。またサクヤがアスラに好意を抱いていることを知り、その上でサクヤをアスラから引き離そうとすることもあり、仲が非常に悪い。
その正体は、アスラを暗殺すべくデュランダルと共に送り込まれたラティオの刺客。同じ大地の女神である母親が地上人に殺されて以来地上人を憎んでおり、元老院の考え方に賛同するようになる。そのためアスラの地上と天上を一つにするという目標を頑なに拒んでいたのだが、彼のことを心から愛するようになってしまい、使命とアスラへの愛の間で苦悩し、自分がセンサスに来た目的を知っているデュランダルにその迷いを洩らすこともあった。しかし、結局は地上人が天上に戻ってくることだけは許すことができず、創世力発動の際に彼をデュランダルで刺殺する。最後は自身も道連れの形で、アスラの手で折られたデュランダルの刃に貫かれて死亡した（PS Vita版ではアスラの腕に貫かれた）。
イリアは自分の前世であるもののイナンナを快く思っていないが、同時に自分にないものを持っている彼女を羨ましく思う面もある。イリアの頭痛の原因はイナンナの裏切りの記憶を無意識のうちに封印しているためであり、その記憶を思い出すことを酷く恐れていた。イリアは裏切りの記憶が蘇った瞬間あまりのショックにその場にくずれ落ちてしまうが、イナンナの裏切りは前世の話であり、自分はルカを裏切ってはいないと割り切る強さを見せた。
スパーダ・ベルフォルマ (Spada Belforma)
声 - うえだゆうじ
17歳 / 身長177cm / 体重71kg / 3サイズ：B96 W82 H95 / 一人称：オレ
王都レグヌムの名門貴族の七男。家族との不和から家にろくに帰らない不良少年。一見するとガラが悪いが、執事のハルトマンから教え込まれた騎士の心得を信条としており、サバサバとしているが義に厚い男らしい性格である。また、歳相応に少々スケベな所もある。DS版では、ルカとは別の学校（王立学院）に通っており、テストで0点ばかり取っていた。PS Vita版ではルカと同じ学校に通っていると変更されたが、ほとんどサボっているため面識はなかった。
腕っ節には相当の自信があり、異能の力を使って喧嘩に明け暮れていた。その実力は他の町にも行き届くほど有名であったが、ついに御用となってしまった所をルカが目撃している。そこからか、自分が貴族のお坊ちゃまであることを周囲にはあまり知られたくない様子。
前世は聖剣デュランダルで、幼い頃から転生者として目覚めていた。その関係もあって兄弟の中でも剣術の腕はズバ抜けていたが、それ故に兄たちに執拗な嫌がらせを受けた。自分より技量の劣る父や兄が剣について語るのが気に入らず、まだ家族の誰も習得していない二刀流を極めるようになったという。父親からは目をかけられていないと思っていたが、PS Vita版で父親は父親なりにスパーダを気にかけていたことがハルトマンの台詞で判明する。また、兄たちはVita版にも直接登場しないものの現役の軍人であるなど、僅かに消息や経緯が追加されている。
「ヒャヒャヒャ」などの笑い方をする。イリアとは気が合い、よく2人でルカをからかっている。二人とは前世から浅からぬ縁で結ばれているが、それとは別にルカやイリアのことを大切な友人だと思っており、自らの意志でルカを守りたいと思っている。
天術の属性は「雷」「風」（DS版ではシステム上「風」に統合されている）で、同属性の攻撃術を習得する。PS Vita版では術は「雷」のみで、「風」は一部の特技に付随する。パーティで唯一回復術を習得しない。武器は双剣で、二刀流から繰り出す素早い攻撃を得意とする。初期は刀のような片刃の剣を装備していた。
スパーダはイタリア語で「剣」を、ベルフォルマはエスペラント語で「形の美しい」を意味する。
デュランダル (Durandal)
声 - うえだゆうじ
スパーダの前世。鍛冶の神とされる名匠バルカンが鍛えた大剣で彼の最後の作品。意志を持つ剣で、使い手によって大きさが変わるようになっている。バルカンの「多くの者を活かす」という思いを込めて作られ、ラティオに献上された。その後イナンナが亡命する際に共にセンサスへ渡り、彼女からアスラへと贈られた。アスラを使い手として認め、生みの親であるバルカンの「戦争を終結させる」という願いを叶えるべくアスラと共に戦場を駆け抜け、彼を勝利に導いた。
実は元老院からアスラ暗殺の命令を受けたイナンナと共に、アスラを殺すための武器として送り込まれた刺客。しかし、暗殺対象のアスラが自分の最高の使い手にして親友となってしまった。戦争が終わった後は、イナンナとの目的のこともあり役目を終えた自分を折るようにとアスラに頼んだが、デュランダルを親友同然に思っていたアスラは共に覇道を歩み続けようと言いそれを拒否した。その言葉にデュランダルは嬉しく思いつつも、最も信頼している二人に殺される運命が待ち受けていることを知らないアスラに、憐れみを抱いていた。
地上人が戻れば再び戦争が始まるという危惧、そして「剣とは人に使われるもの」というポリシーから、イナンナの剣となってアスラを刺した。しかし後悔の念はあったらしく、「こんな結果になって残念だ」と発言していた。最終的にはアスラの手によって折られることで死亡した。
アスラを裏切ったことへの後悔の念は現世でもスパーダへと受け継がれており、スパーダは「今度こそルカを守る」と漏らしている。PS Vita版ではイリア同様に、前世のことを思い出していく中で不穏なものを感じるようになっている。
スパーダはデュランダルのことを「口うるさい奴」と語っており、また天地融合による混乱を懸念していたとはいえ、最終的にアスラを裏切ったデュランダルのことを快く思っていない模様。
アンジュ・セレーナ (Ange Serena)
声 - 名塚佳織
20歳 / 身長158cm / 体重52kg / 3サイズ：B89 W62 H90 / 一人称：わたし
聖都ナーオスの大聖堂でシスターとして働いている女性。癒しの力を持つことから「聖女」として評判になるが、聖堂を占拠した賊を退けるために異能の力を使って教会を破壊してしまい、軍に囚われる。当初は自身の力を忌み嫌い悲観するが、ルカたちの説得により仲間に加わることとなる。前世はラティオの軍師オリフィエル。
聖職者だが堅苦しさはなく、本音と建前をたくみに使い分ける、世事や処世術に長けた世渡り上手な性格。パーティの中ではリカルドと共に他のメンバーのまとめ役でもある。からかわれているルカをフォローしたり、エルマーナの世話を焼く一方で、教会や歴史がらみについての説明役も買って出ている。
聖女と崇められて利用された挙句に信者たちに裏切られたという過去からか、自分が聖女と呼ばれることを快く思っていない。前世の夢を見始め転生者として覚醒した年齢が比較的遅かったため、前世と現世の区別ははっきりつけているが、後に現世の自分の心を蝕むほどの前世の後悔を思い出し、苦悩するようになる。
食欲旺盛で、将来は「温泉や美味しいワインのある街でのんびり暮らしたい」と語る。あまり運動が好きではなく、イリアやエルマーナに比べて自分の体型がややふくよかであることを気にしており、パーティ内では禁句となっている。禁を犯した者は正座で長時間「人の道」を説かれる。
犬が苦手。物心がついた頃に両親共に流行病で亡くなり、その時にナーオスに行かされて育った。歳の離れた兄がいるが従軍牧師として今も戦地を転々としているため、滅多に会わないらしい。アルベールからは好意を抱かれており、アンジュ自身も満更ではない様子。
天術の属性は「光」。回復・補助系の習得はパーティで一番多い。武器は短剣。敵からアイテムを盗む技、ローバーアイテムを習得するが、本人は「寄進」であると言い張っている。
「アンジュ」はフランス語で「天使」、「セレーナ（セレナ）」はスペイン語で「晴々とした」「穏やかな」を意味する。
オリフィエル (Orifiel)
声 - 杉田智和
人間なら30代後半
アンジュの前世。アンジュとは違い男性。ラティオの軍師であり、天空神ヒンメルの教育係であった。ラティオ側に属しながらもアスラの思想に共感し、センサスと密かに同盟を結ぶ。犬が苦手だったらしく、それはアンジュにも引き継がれてしまった。
ラティオに幽閉されていたヒンメルを救出することができず死なせてしまい、その後悔と罪の意識を現世へと持ち越す。PS Vita版ではヒンメルを助けに戻った時には首吊りで処刑された遺体だけが残っており、その後は怒りに任せるままにラティオの元老院を殺し、ヒンメルを助けられなかった後悔を抱え続けながら天上界の消滅で死を迎えた。
現世であるアンジュもヒンメルを助けられなかったことが自分の罪であると思い、ヒンメルの転生者であるアルベールの行動を止めようとするルカたちに対して武器を向けて戦った。その後は自らの本心をアルベールに打ち明け説得し、無事パーティに復帰している。PS Vita版ではアルベールはアンジュに殺されることで創世力を発動させようとしており、仲間たちと前世の罪の板挟みになっていたことで精神的に追い詰められていたため、それを知った直後はアルベールに怒りを爆発させた。
アンジュはヒンメルのことを除けば前世と現世の区別をはっきりしているが、オリフィエルのことは慕っており、仲がいい。
リカルド・ソルダート (Ricardo Soldato)
声 - 平田広明
27歳 / 身長183cm / 体重77kg / 3サイズ：B92 W81 H87 / 一人称：俺
契約を必ず守る傭兵。ガラム国の山岳民族の出身で、銃剣を駆使する凄腕のスナイパー。"契約"を重んじる一本気な性格で、自称「仕事熱心」。仲間をファミリーネームで呼ぶが、名前で呼ぶこともまれにある（PS Vita版では全員を名前で呼ぶように変更された）。当初は西の戦場で敵兵としてルカたちの前に現れるが、子供を殺すことは契約に入っていないという理由でルカたちを見逃した。その後アルベールの依頼でアンジュを捕縛するためにルカたちの前に現れるが、アンジュに高価な首飾りを違約金料として払われたことで契約を破棄。そしてアンジュと契約し、彼女の護衛として仲間となる。前世はラティオの死神ヒュプノス。
幾多の戦場を潜り抜けたことから、各地方の歴史や社会情勢に詳しい。また一見冷徹なようだが、それは兵士として己の感情を抑制しているためであり、なんだかんだで面倒を見てくれる気配り上手な人物。高い所が苦手らしい。傭兵としてはやや詰めが甘い所があり、敵であるガードルやハスタの逃走を許すこともあった。基本的に前世のことにはルカたちほど関心はないものの、ヒュプノスの兄タナトス（ガードル）のことだけは割り切れない一面を持っている。
趣味は銃の手入れで、自分のを分解・修理する他、イリアの銃の手入れもしている。故郷はあるものの、稼いだ金の一部を送金するくらいでほとんど関わりをもっていない。母親は生きているが、父親は10年前に戦死。兄弟親戚もみな各地に散っている。
天術の属性は「地」と「闇」。攻撃術だけでなく、回復・補助系の術も多く習得する。武器はライフル（銃剣付き）で、主に遠距離からの狙撃を得意とする。近接技は槍技を習得する。
「ソルダート」はイタリア語で「兵士」を意味する。
ヒュプノス (Hypnos)
声 - 平田広明
年齢・性別不明
リカルドの前世。天上に死神としてその名を轟かせるラティオの戦士。元々は地上人の魂を刈っていたが兄であるタナトスが死神の職を放棄し、地上に降りたことで自身も死神としての職を取り上げられ、センサスとの戦争に参加することとなる。それでも神の座を捨ててまでも自分の意志を貫き通した兄のことを、理解はできなくとも尊敬しており、彼が地上で幸せに過ごせるように願っていた。ラティオの戦士の中でもかなりの実力者で、漫画版ではたったひとりでセンサス一部隊を全滅させるほど。しかしアスラと戦い、死を遂げる。ヒュプノス自身はアスラを恨んではおらず、最後に戦った相手がアスラで良かったと満足していたようである。
兄への思いはリカルドにも強く引き継がれており、タナトスを「兄者」と呼び慕っている。ナーオス基地でアンジュと契約した直後に前世の自分の兄ガードル（タナトス）と再会し、今のガードルを見極めるためにガードルへの協力を決意し、一行の動向をガードルやレグヌム軍に密かに報告していた。後にアンジュとの契約を裏切って仲間たちをレグヌム軍に引き渡すが、地上の一部である筈の転生者に対して非情なガードルを見て、かつての優しかった兄はもういなくなってしまったと思い、最終的にはガードルを裏切って仲間たちの未来を助ける道を選んだ。
エルマーナ・ラルモ (Hermana Larmo)
声 - 松岡由貴
13歳 / 身長148cm / 体重40kg / 3サイズ：B80 W56 H81 / 一人称：ウチ
1年ほど前に行商人の両親と共に王都へ向かう途中、野盗に両親を殺されて孤児となり、王都レグヌムで「生きるため」に窃盗をしながら暮らしていたストリートチルドレン。リカルドを除く仲間たちからは「エル」と呼ばれている。関西弁で喋る（開発者インタビューによると、「神戸寄りの関西弁」らしい）。元々両親は職業柄、様々な所を転々としており、その間にこの言葉遣いになったものと思われる。前世は龍神ヴリトラで、前世の縁でアスラの転生であるルカを見守るために、ルカたちの旅に同行することになる。
まだ幼い年齢にそぐわない母性溢れる世話好きな性格で、共に暮らしていた孤児からはとても慕われている。身よりもないまま自活していたため、見かけによらず大人びた言動が多いが、学校へ通っていなかったので字が読めず勉強方面は苦手。そのため学校生活に憧れを抱いており、イリアが学校を建てたときに生徒になる約束をしている。また洞察力も鋭く、一見人懐っこいキュキュがコンウェイと同じように自分たちに対して距離を置いて接していることにも気づいていた。
実は転生者として覚醒するまでは一度も喧嘩をしたことがなかったらしく、戦闘スタイルが格闘術なのも、覚醒した龍の力をそのままぶつけているためである。窃盗をした時によく街中を逃げ回ったため、自然と体力がついたらしい。
DS版では全ての属性の上位天術を覚えるが、PS Vita版では補助系の初級術のみになった。拳や蹴りなどの格闘攻撃を得意とする。手数が多くスピードに優れる。
「エルマーナ」は「姉妹」、「ラルモ」は「涙」を意味する。
ヴリトラ (Vritra)
声 - 松岡由貴
エルマーナの前世。火の中から生まれた雌の龍神。元々個体数が少なく、仲間ともなかなか出会えないという寂しい日々を送っていたが、ある日、土の中から生まれたばかりのアスラを見つけ、彼を立派に育てる決心をする。エルマーナがルカに対して時々母親のような態度をとるのはこのためである。また、イナンナとサクヤを見て、「自分があと1万歳ほど若ければ……」と語ったこともある。
センサスとラティオの戦乱の際には、アスラを乗せて共に戦った。天上が崩壊した後も、強靭な肉体が仇となって独り取り残されてしまう。それから長い時間が経った後、とうとう死期を迎えようとした時に、アスラの魂の産声を地上から感じ取り、自らの魂も地上で生まれ変わることを願いながら亡くなった。天上界の崩壊の時に唯一生き残ったため、「創世力」の在処を知っていた。
素直なエルマーナのことを気に入っており、アスラの転生であるルカのことを守ってほしいと頼んだ。
コンウェイ・タウ (Kongwai Tao)
声 - 野島健児
24歳 / 身長175cm / 体重58kg / 3サイズ：B82 W60 H78 / 一人称：ボク（素はオレ）
PS Vita版に登場する新キャラクター。異世界の狭間で魔物に襲われていたルカたちを助けた青年。異世界トライバースの住民を名乗り、「二つの魂を救済する」という目的のためにルカたちの旅を見届けたいと語り、彼らの旅に同行するようになった。転生者ではないにもかかわらず、天術に似た力を使えることからリカルドからは不信感を抱かれている。同じ異世界出身のキュキュが旅に同行できるように取り成しており、ルカたちの前では仲間として接しているが、実際はキュキュとは敵対関係にあり仲間としての関係を「仲良しごっこ」と皮肉っている。
普段は食えないような言動でルカたちをからかったり翻弄したりするが、良識的な性格であり、仲間たちの暴走に密かにツッコんでいる。インドア派で日焼けすることも嫌う。素直ではないが猫が好き。女性のような顔立ちのため間違われることも多いらしいが、本人は女性に間違われることをかなり嫌っており、女性と言われると殺気に近い怒りを露わにする。
異世界トライバースではルカたちの世界の出来事が「無垢なる絆の世界」として伝わっているらしく、同時に生還者はいないとされてきた様子。その伝承からルカたちの旅で起こる出来事をほとんど見据えており、リカルドやアンジュの裏切りや天上界消滅の真相も想定内のことであり、彼らの前世絡みの話になると常に傍観の立場を貫き、ただ自分の目的のために動いていた。最終的には目的の「魔槍の刺客（ハスタ）」と「不遇の花姫（チトセ）」の魂を手に入れ、ルカたちに別れを告げずにキュキュと共にトライバースゲートを潜って元の世界へと帰って行った。なお、去り際にはキュキュに「次に合ったら敵同士」と互いに宣言し合っている。
全ての属性の術を使え、敵の天術を受けるとその術を覚えるという特性を持つが、技は一切覚えない。武器は書物で、通常攻撃では剣を召喚して戦う。このため通常攻撃の判定はフィールドの端から端に及ぶ。また彼の扱う術は天術とは違うため、詠唱の際の魔法陣が他のパーティメンバーと異なる。
人気投票2014では25位にランクイン。リ・イマジネーションの新規キャラクターでは唯一30位以内に入っている。
キュキュ・セレツネワ (QQ Selezneva)
声 - 藤田咲
18歳 / 身長160cm / 体重50kg / 3サイズ：B83 W58 H83 / 一人称：キュキュ
PS Vita版に登場する新キャラクター。異世界の狭間で魔物に襲われていたところを、ルカたちに助けられた少女。コンウェイと同じく異世界トライバースから来た住民で、「この世界にある様々なものを見たい」という目的のため、ルカたちの旅に同行するようになった。ルカたちには「考古学者」を名乗るが、それはコンウェイにそう名乗った方が見聞きすることに対して不信感を抱かれないで済むと勧められたから。
その正体は異世界の軍人であり、かなり高度な戦闘訓練を受けている。コンウェイと違い、ルカたちの世界の言葉を話すのが苦手だが、相手が話している言葉は理解している。
無邪気で人懐っこい性格で、嬉しいとすぐ抱きつく癖がある。また彼女の民族は非常にプライドが高いらしく、他人に頼みごとをすることは滅多にないらしい。身体中の傷は彼女の誇りであり、それを隠すこともせず堂々と見せている。隻眼であり、戦場で負ったものと思われるが、詳細は不明である。一方で人懐っこい性格に反して、エルマーナからはコンウェイと同じように自分たちと距離を取っていると指摘されており、実際にルカたちの前世の旅に関しては傍観の立場を貫いている。
ルカたちの住む「無垢なる絆の世界」についてはあまり詳しく学んでいなかったようで、コンウェイほどルカたちの世界で起こる出来事を知らない。コンウェイとは表面上は仲間として仲良くしているが、実際はコンウェイのいる国と敵対している国の人間であり、トライバース語でコンウェイと話している時は険悪そのものである。ルカたちとの旅を終えた後はコンウェイと共にトライバースゲートを潜り、元の世界へと帰還した。なお、帰り際にはコンウェイは目的となる二つの魂を持って帰るのに対し、彼女自身はコンウェイには見せなかったがルカたちの世界の花を手土産とした。
術は一切使えないが、転生者並の優れた身体能力と槍を武器に戦う。
コーダ (Coda)
声 - 小桜エツ子
イリアが連れている（イリアは「勝手に付いて来た」としている）ミュース族という生き物。作中では主に「ネズミ」「サル」（PS Vita版のスパーダからは「ネズミザル」）と呼ばれる。戦闘には参加しない。緑色の髪で、耳が大きいのが特徴。「しかし」が口癖で、抑揚なく喋る。一人称は「コーダ」。
かなりの食い意地張りで何事も食べ物に繋げたがる。仲間が敵に捕らわれたときに言い返したり、仲間を気遣う一面が垣間見えることもある。

### レグヌム軍
オズバルド・ファン・クルエーラ (Oswald fan Kuruela)
声 - 島田敏
28歳 / 身長172cm / 体重75kg
軍の士官を勤める、眼帯をつけた少々肥満体型の男性。ハスタを雇っている人物。軍師としてはあまり有能ではないらしく、兵士たちからも密かに悪態をつかれている。敵対者の中では唯一転生者ではない。
イリア曰く小悪党丸出しだったため、印象が薄いらしい。事実、序盤でルカたちと出会ってからは枢密院の会議の場に何度か登場するくらいで、ルカたちと再会するのはラストバトル直前となる。
イリアやスパーダなどから「ブタバルド」と呼ばれている。オズバルドは知らないが、この名前はハスタ命名（命名した当人は「なにバルドだっけ？」と忘れている）。黎明の塔での最終決戦で言われた時には「変な名前で呼ぶな！」と怒鳴っていた。
枢密院のメンバーでもあるが、最も若輩ということもあってか半ば奴隷のような扱いを受けており、功績を立てても賞賛されることはなく「あと百年経てば一人前になるかもしれない」などと馬鹿にされている。お歴々の前では不平不満を一切漏らすことなく飼い犬のようにおとなしくしていたが、その薄皮一枚下では枢密院を出し抜いて創世力を手に入れ、世界の王となることを企てている。
ストーリー中盤ではグリゴリの里を掌握し、一部のグリゴリたちを配下にしてガードルを排他して自らが長となっている。他、転生者たちを捕らえては軍事兵器「ギガンテス」の動力源にしたり、戦場に送り込んでは駒として戦わせていた。また転生者としての記憶を取り戻したハスタを自軍に迎え入れ、懐刀としている。
終盤ではマティウスが創世力を手に入れたことを知ると停戦協定に応じ戦争を終結。ハスタに「枢密院を暗殺すれば最高の手合いを用意してやる」と誘惑し、「創世力を手に入れて世界を支配するのは私一人で充分」と枢密院たちを嘲笑い、彼らをハスタに皆殺しにさせた。
その後は教団の本拠地である「黎明の塔」へと進軍し、今まで協力関係であった教団たちを次々と弾圧し連行する。自らは転生者を犠牲にして生み出されたレグヌム軍の切り札と言うべき「ギガンテスΩ（オメガ）」に搭乗し、マティウスを討つべく塔の最上階へと飛翔。その最中ルカたちと再会を果たし、まずは一行を血祭りにあげようと襲い掛かる。ギガンテスΩの動力源となっているのはガードルであり、そのことがリカルドの怒りを買って激戦の末敗北し、壊れ行くギガンテスΩから悲鳴を上げながら脱出しようとするもハッチが壊れて開かず、そのまま墜落した。
ハスタ・エクステルミ (Hasta Ekstermi)
声 - 真殿光昭
22歳 / 身長186cm / 体重88kg
ルカたちの行く先々に現れる男。元々はリカルドと同じ傭兵部隊だったが、転生者として覚醒してからはオズバルドに腕を買われ、レグヌム軍の一員となる。雑魚と戦うだけでは物足りないらしく、強い相手を求めて殺戮を繰り返す。一方で、負けそうになると全力で逃亡したり、敵に命乞いしたり、相手の油断を誘って不意打ちするなど、汚い手段を平気で行う。コンウェイ曰く「魔槍の刺客」。
狂気ともいえるほどの殺人鬼で人を殺すことに快感を覚える。相手が命乞いをしても戦いをやめることはない。前世は魔槍ゲイボルグで、前世の関係から、スパーダとは因縁深い。自称「窓辺のマーガレット」。
独特の言語感覚を持ち、「ポン」「りゅん」「にゃー」などとたまに不思議な語尾をつける。また人の名前をあまり覚えない主義なのか、オズバルドを「ブタバルド」、イリアを「イブラ・ヒモビッチ」と言ったり、スパーダに対しても「できそこない」、「口の利き方知らな太郎」など勝手にあだ名をつけたりする。「話を聞いているとムネヤケがする」と言われるほど、パーティキャラクター（特にイリア）からはその話が通じないところや喋り方を蛇蝎のごとく嫌われている。戦闘中も「ぴょろーん」などと言ったり、「ハスタキック」と言いつつ槍で攻撃するなど、出鱈目な攻撃が多い。テイルズと言えば技の名前を叫ぶところのはずだが、ハスタの場合は実際の技の名前と叫ぶ名前がまったく違っている。
またスパーダに「俗物」（PS Vita版では「『トドメ』を刺してやる」）と言われた際には「何で母親の名前知ってんだ？」と見当違いとも取れる返答をし、常人には理解できない思考回路の持ち主。
PS Vita版では、サブキャラクターを除いてルカが最初に会う人物。昼寝していたところに近付いてきたルカに気付き、「子供がうるさかったからムカついた」という理由で槍を突きつけるが「俺は戦場以外では殺しはしない主義」と言って、すぐに槍を引っ込めた。驚いたルカに満足した様子で立ち去っていく。しかし、終盤の最終決戦時では、「マティウスを殺した後、人類皆殺しにすれば俺が神じゃね？」と言い出している。ゲイボルグとしての記憶を取り戻してからは狂気にますます磨きが掛かっている模様。
終盤ではオズバルドから「最高の手合いを用意してやる」と誘惑され、枢密院のメンバーを抹殺。そして最終決戦の地である「黎明の塔」にて、ルカたちとついに決着を付けることになる。
敗北した際は死ぬことを悔しがっており、スパーダから「今まで好き勝手してきたんだから当然の報いだ」と罵倒され、その後ハスタはすぐに「もういい疲れた。弱いやつが死ぬのはこの世の定め」と自らの死を受け入れ、また転生することで殺戮の日々を夢見て笑顔で死亡した。PS Vita版ではその魂は転生の輪廻に導かれることなくコンウェイによって救済されたとなっているが、コンウェイ自身はその魂を回収することを目的にしていたらしく、キュキュはその行為に対して懐疑心を抱いていた。
武器は長槍。使用する秘奥義はスパーダと似通っている。PS Vita版では雷属性の天術も使用するようになっている。
「ハスタ」はラテン語で「槍」、「エクステルミ」はエスペラント語で「皆殺し」を意味する。
ゲイボルグ (Gae Bolg)
声 - 真殿光昭
ハスタの前世。デュランダルと同じくバルカンに鍛えられた意志を持つ槍で、デュランダルの兄にあたる。バルカンの「どんなものも貫く」という思いが込められて作られたためか強さの本質を間違え、破壊の限りを尽くし、敵味方関係無く血に染めるほどの狂気を持った兇悪な武器になる。強い人物を倒すことが大好き。その狂気さからアスラからも「外道」と呼ばれた。詳しい描写はないが、アスラとデュランダルと戦い、敗北して砕かれた模様（漫画版ではその描写が掲載されている）。その敗北感は、ハスタにも引き継がれている。
ガードル (Gardle)
声 - 若本規夫
年齢不詳 / 身長180cm / 体重82kg
地上に対して異常なまでの愛情と執着を見せる謎の男性。地上を汚す者を憎んでおり、また目的のためには手段を選ばない。レグヌム軍と繋がりを持っている。
正体はグリゴリ一族の長であり、天上界が消えてからも生き続けた神の一人。容貌の変化は老いによるもの。かつて天上界を滅ぼした神々の生まれかわりである異能者を、地上を荒らす敵として憎んでいる。転生者を地上人として見ていない反面、一般の純粋な地上人には分け隔てなく優しいという一面を持っている。戦闘では錫杖を扱う。他者の心に語りかける能力を持ち、ナーオス基地でリカルドに協力するよう語りかけ、彼を通じてルカたちの動向を監視していた。
リカルドの裏切りによって捕らえられたルカたちをグリゴリの里に幽閉し、「手術」によって記憶を引き出し創世力のありかを暴こうとする。しかし「手術」の後、正気を保っていられる保障はどこにもなく、リカルドとの約束であった「ルカたちの命だけは助ける」ということを破ったに等しかったためリカルドに裏切られる。
ルカたちが船で逃げた後、船上まで飛行して追跡し交戦を開始。敗北の際は銃口を突きつけたリカルドに「早く殺せ」と潔く死を選ぶ。そこへオズバルドについたグリゴリ兵が現れ、新兵器ギガンテスの砲撃によって負傷してしまう。子孫に裏切られたガードルは逆上してギガンテスに飛び掛るも、弱った身体では戦えず撃沈され、そのまま海中へと沈んでいってしまい絶命。その後、レグヌム軍によって密かに回収され「ギガンテスΩ」の動力源とされていた。
PS Vita版では海中に沈んだ後もまだ辛うじて生存しており、ギガンテスΩ敗北時に解放され、瀕死の状態で眼前に生えていた「花の美しさの前には、神の寿命など霞んでしまう」と地上への愛着を語る。そしてできることなら死しても転生者にはならず、地上に生き続ける魂としてありたいと最期に願って息を引き取る。その願いはコンウェイによって叶えられ、ガードルの魂は無数の光と化し地上の草木に降り注いだ（なお、コンウェイ自身はこの行為を「予定していないこと」と呟いていた）。
タナトス (Thanatos)
声 - 若本規夫
ガードルの旧名。リカルドの前世ヒュプノスの兄。地上の女性と恋仲になり、彼女のために地上を守ろうと考え始める。その気持ちが強まり、今のような極端なものになったと思われる。なお、グリゴリは彼の子孫である。アスラの天上界統一の前にすでに死神としての役割を破棄し、地上に降りていたため、結果として天上の崩壊から逃れることになり、ヴリトラの死後はこの世で唯一の生き神となる。アスラとは面識があった様子。
最後はリカルドに裏切られ、ルカたちに勝負を挑むが敗北し、直後にグリゴリ族にも裏切られて死亡した。その後、オズバルドにギガンテスの動力として遺体を利用される。
PS Vita版ではオズバルド戦後、まだ僅かに息が残っており地上に生きる命、地上に咲く花の美しさを愛おしく語りながら「叶うなら転生などせず魂のまま地上にあり続けたい」と転生を繰り返して生まれ変わることを拒む言葉を残して果てる。そしてその願いはコンウェイによって叶うこととなる。

### アルカ教団 / 教団
教団の始まりは天上界から追放された神々たちが、「天へ帰る」ことを望んで巨大な塔を築き上げようとしたことから始まった。塔は落雷によって崩壊し、それを「神の怒り」と恐れた人たちは「神に許しを請う」という考えに行き着き、教団を設立した。当時建設されていた塔は「黎明の塔」と名付けられ、教団の本拠地となっている。
DS版では無恵で権威を失った元来の教団とは別に、マティウスが枢密院やレグヌム軍の支援で新たな宗教団体「アルカ教団」を設立したことになっているが、PS Vita版では「アルカ教団」は登場せず、マティウスが枢密院の推薦で元来の教団の大主天に就任したことになっている。レグヌム軍と深くつながりを持ち、軍に囚われた転生者を信者として引き渡されている。しかしストーリー終盤にて、教団とレグヌム軍が敵対してからは、今度は自分たちが軍によって連行されるという末路を迎えた。
マティウス (Mathias)
声 - 田中敦子
15歳 / 身長168cm / 体重56kg
本作のラストボス。世界中に勢力を増している教団の教祖（大主天）。厚手の兜と鎧を被っているため、その素顔を伺うことはできない。イリアの持つ「前世の記憶」を求め、彼女の村を襲撃し、その後を執念深く追っている。その狙いは創世力であった。
彼女もまたアスラの転生者であり、アスラの「イナンナへの憎しみや絶望」などの負の感情を受け継いだ、いわばルカの半身。「前世でのイナンナへの恨みを忘れないように」との強い執念からその素顔はイナンナそのものの容貌、PS Vita版では素顔の左側をさらに髪で隠しており、その部分はアスラそのものの容貌になっている。また仮面から角が二本突き出ているが、左側の角は本当に頭部から生えているもの。
彼女曰く、ルカはアスラの「迷い」が転生したに過ぎないらしい。しかしルカもアスラであり、自らの半身ということもあってか何度も仲間に迎え入れようとしていた。
幼いときより覚醒していたため村から異端視され、追い出されることとなる。その後は単身で王都軍と戦うなど孤独な生涯を送ってきたが、ある時彼女の力に目をつけた枢密院によって「故郷の村を襲う」と脅迫を受け、教団の教祖、すなわち異能者にとっての救世主に仕立て上げられる。しかし、救世主が追放者であるのを隠すために、枢密院によって結局故郷の村は滅ぼされることとなる。
前世の裏切りの記憶と不幸な生い立ちが重なり、全てを憎悪し、創世力を使って世界を滅ぼそうと考えている。基本的には冷酷で自分以外の者を駒としか思っていないが、同じような境遇のシアンには同情していた。しかし「滅びた世界もまた理想郷」と語るマティウスの思想は受け入れられず、反旗を翻された。
終盤でついに創世力を手に入れ、黎明の塔の頂にてその力を用い、世界を滅ぼそうとする。自分を愛しているというチトセをパートナーに選び、自らの命を犠牲に創世力を発動させようとするが失敗に終わる。それは「愛するもの犠牲にして発動する力」ではなく、「愛し合う者の願いを叶える力」であったから、信じる思いも愛する者もいない彼女では力を使えないとルカに告げられる。
そして覚醒し、マティウスの下半身からアスラの下半身が生えた異形の姿となって襲い掛かるも激戦の末にルカたちに敗れ、自らの憎悪を吐いた後に絶命した。
PS Vita版では逆上してついに本性を表し、チトセを「役立たずのゴミめ」と突き飛ばし、憎悪をむき出しにルカたちに再戦を挑むという展開が追加されている。また、最期は自分の心の痛みとアスラの絶望を引き受けることを選んだルカに手をさし伸ばされ、魂となってルカと同化を果たすこととなった。
PS Vita版ではデザインが大幅に変更され、衣装の胸元が露出しているなど、当所から女性であることがわかるようになっている。最終決戦では各回で姿と戦い方を変えた3連戦となっており、1戦目はDS版の姿（BGMもDS版と同じ）、2戦目はマティウスのシルエットのまま女性的なアスラの姿と化した「マティウス・ウェヌス」、最後はイナンナの面影を捨て、アスラを醜くした姿「絶望を背負いし覇王」（声 - 小山力也）となって戦う。秘奥義もそれに応じて変化する。なお、ラストバトルの際のBGMはDS版のOPテーマが流れる。
『ザ レイズ』ではプレイヤーキャラクターになっている。
チトセ・チャルマ (Thitose Cxarma)
声 - 宍戸留美
18歳 / 身長160cm / 体重47kg
教団の信者である少女。東洋風の国アシハラ出身で、目元に赤いメイクを施し、赤い着物のような服を着ている。ルカに対し興味を持っており、意味深な言動を繰り返し、彼に何度もアルカに入るように誘っている。コンウェイ曰く「不遇の花姫」。
前世は花の女神サクヤ。アスラを想う前世の想いを強く引き継いでおり、アスラの転生であるルカとマティウスのことを愛していた。イリアのことは前世での関係からか好きでないようで、かなり態度は素気なく、イリアもまた彼女を嫌っている。PS Vita版ではアスラへの想いの理由が捕捉されており、水没の危機に晒される祖国の辛い現状を、前世の悲恋を叶えるという夢を見ることで現実逃避してきた。ルカを何度も引き入れようとするも、自分とともに付いてきてくれないのはイリアのせいだと考えるようになり、「イナンナはアスラを裏切った」という発言をして「イリアを殺せばルカは一緒に来てくれる」と考え彼女を殺そうとしたため、イリアを信じているルカと敵対することになる。
本来の彼女は心優しい性格で、教団内でも気配り上手で信者たちにも分け隔てなく優しかったため、ファンクラブが存在するほど人気があった。しかし、アスラの転生者であるマティウスやルカ、前世の恋敵イナンナの転生者イリアとの出会い、そして前世の悲恋を叶えようとする強い想いから徐々に思考が前世へと転倒し、物語の中盤では言動も性格も「チトセ」ではなく「サクヤ」と化してしまっていた。「サクヤ」と化したチトセにはアスラのことしか頭になく、かつての優しさは失われてしまった（PS Vita版では自分に従ってきた教団の信者に対し「アスラ様がいれば、あなたたちなんて死んでも構わない」と見捨てるシーンが追加されている）。
マティウスにパートナーとして選ばれ、彼女の命を使って創世力を発動させるように命令される。しかし「愛する者同士の願いを叶える」創世力の前では、チトセを愛していないマティウスでは力を行使できなかった。そしてルカたちに追い詰められたマティウスによって「役立たずのゴミ」と揶揄され、突き飛ばされてしまう。それでも、マティウスの絶命時も自らの「アスラ」への想いを捨て切れず、自ら切腹して自害、マティウスの後を追う末路を迎える。
PS Vita版ではマティウスが倒れた直後、マティウスにもルカにも自分の思いは届かないことを悟り、絶望の末に悲痛な叫びを上げた末に肉体が消滅して死亡するという結末に変わっている。しかし、アスラと結ばれず過去の愛に囚われるその魂はコンウェイに「救済」と称してハスタの魂共々彼に回収されることとなる。
武器は短剣。忍者のような軽い身のこなしで翻弄する。PS Vita版では天術も併用する。
「チャルマ」はエスペラント語で「魅力のある」「可愛い」を意味する。
サクヤ / コノハナサクヤヒメ (Sakuya / Konohanasakuyahime)
声 - 宍戸留美
チトセの前世。本名は「コノハナサクヤヒメ」。アスラの配下の花の女神で、センサスの男たちにとっては憧れの的であった。戦争でアスラに助けられたことで、忠誠を誓い部下となった経緯を持つ。アスラに恋焦がれているが、「花と契ると短命になる」という自身にまつわる謂れを苦にしている。恋敵であるイナンナとは彼女の性格もあってか嫌っており、イナンナもまたアスラの側にいるサクヤを快く思っておらず、アスラの見えないところで女の争いを繰り広げていた。
スパーダ（デュランダルの記憶）によれば、真面目でひたすら尽くすタイプで一途な女性であったらしく、最終的にはアスラが幸せになるならと自ら身を引いたらしい。アスラもサクヤが自分に向ける想いには気づいていたようだが、その想いに応えることはなくイナンナへの愛を貫いたという。
叶わなかったアスラへの愛はチトセに強く引き継がれており、それがチトセの運命を大きく変え、また破滅へと導くことになった。現世でのチトセは前世のように「アスラを影から見守る」ということを嫌い、積極的にルカに近づこうとした。しかし、結局は彼女の想いはルカに届くことはなく、同じアスラの転生者であるマティウスの部下になり、ルカたちと敵対することになる。
シアン・テネブロ (Sian Tenebro)
声 - 沢城みゆき
13歳 / 身長162cm / 体重50kg
戦災孤児になったところをマティウスに助けられ、以降マティウスに心酔している少年。マティウス以外には心を閉ざしている。番犬の「ケル」と「ベロ」を連れていることもあってか、ルカたちからは「犬男」というあだ名で呼ばれている。難しい言葉がわからない。前世は地獄の番犬ケルベロス。
動物が虐待されたり動物が捨てられるこの世界に不満を抱いている。マティウスの口車に乗せられて動物と人が共存できる世界を創ろうと努力していたが、天空城でマティウスの真意を知り、彼女を裏切る。犬のケル、ベロと共に産まれてきたことや、ケルとベロが凶暴だったことが原因で周囲から忌まれ続けたため、人間を嫌っている。その反面、人の愛情に餓えていて、無視されると拗ねてしまったり、アンジュに抱きしめて欲しがったり、エルマーナに抱擁されたりする一幕がある（前世であるケルベロスも孤独な生涯を送っていたため、シアンは前世でも現世でも愛情を知らずに育った）。後にマティウスから彼女の目的の真相を聞いて離反し、その後はイリアの故郷であるサニア村で、イリアの両親に世話になっている。
小説版では、幼少の頃孤児院の神父に毒入りケーキを食べさせられ（ケルとベロのおかげで毒入りであることに気づいたが神父を信じたかったためにそれを食べた）虐待されたという過去がある。
「テネブロ」はラテン語で「闇」を意味する。
ケルベロス (Cerberus)
声 - 沢城みゆき
シアンの前世。「創世力」と呼ばれる強大な力を守護する犬の姿をした三つ首の番人。見た目はケルベロスというよりも狛犬に似ており、気が抜けんばかりに愛くるしい姿をしている。シアンによるとこれは生まれ変わって間もなかったためであり、成長すれば恐ろしい獣の姿になるはずだったらしい。語尾に「わん」とつける。「創世力」は噛み心地がいいらしく、アスラが「創世力」を手にしたときにはそれを残念がっていた。たとえ何回死のうと、またケルベロスに生まれ変わるため、その場から離れることができない。それゆえ孤独であり、たとえ自分に危害を加えるつもりのない者でも追い払わなくてはならなかった。創世力を無理矢理奪おうとした者をひとり残らず殺してきたが、決して自分から手を出すようなことはしない。創世力は「作り変えた世界を責任持って治めることのできる者」に渡すと決めており、天上界を統一したアスラに約束通り譲り渡した。
枢密院
教団に絶大な権力があった頃、政教分離の憲法が制定された際に教団側の意向を国に通すために設立された組織。現在はメンバーは老人たちで構成されている。無恵の後に教団の権力が失墜したため、現在ではお飾りだけの役職とされているが、実質はレグヌム国に対する発言力が強く、事実上現在のレグヌムを動かして各国に戦争をしかけている。異能者捕縛適応法を制定させて異能者を戦争の道具として利用したり、マティウスの能力に目をつけ大天主に仕立て上げて転生者を集めさせる広告塔にしたり、口封じのためにマティウスの故郷を壊滅させるなど、非道の限りを尽くしている。
古い書物から地上人が地に堕ちた神々の子孫であることを知り、先祖の力を取り戻して自分たちが世界を支配しようと目論み始め、創世力を求めるようになる。しかし、物語後半でマティウスの裏切りを知り、枢密院の末端であるオズバルトにマティウスの討伐を命じるも、オズバルドに裏切られてハスタに殺された。

### その他の転生者
アルベール・グランディオーザ (Albert Grandeioza)
声 - 杉田智和
24歳 / 身長182cm / 体重72kg
北方にある国・テノスの貴族。上品で理知的な青年で、軍の高官も勤めている。アンジュに対して強い執着心を見せ、ある目的のために彼女が必要だったため、リカルドにアンジュの誘拐を依頼した。レグヌムに抵抗している。武器は銃。
前世はラティオの王である天空神ヒンメル。前世のヒンメルはセンサスの思想に共鳴しており、地上人の信仰心を大切に思い天地をひとつに戻したいと思っていた。しかし転生したアルベールは、戦争をしている地上の人間に失望してラティオは正しかったと思うようになり、地上と地上人を天上に戻そうとしたセンサスを嫌悪し、かつて元老院が作ろうとしたラティオの転生者だけの理想国家を創るべく、創世力を求めるようになる。そのためにオリフィエルの転生者であるアンジュを殺して創世力を発動させようとした。
PS Vita版では、天上界の崩壊によって天の恵みが途絶えたせいで、荒廃し始めた地上の僅かな資源を国家間で奪い合いになっていることこそが地上の戦争の原因だと考え、地上界の平和と安定のために再び天上界を復興しようと創世力を求める。しかしオリフィエルの転生者であり、大切に思っているアンジュを犠牲にすることはできず、変わりに自分が殺されることでアンジュに創世力を発動させようとした。そのことはアンジュに隠しており、当初はアンジュを犠牲にするつもりだったと嘘を吹き込んでいた（自分が犠牲になるといえば絶対に拒絶されるとわかっていたため）。
しかし、アンジュの説得（PS Vita版では激怒）により改心。以来ルカたちに飛行船を貸したりと、彼らに協力するようになる。アンジュには前世の関係とはまた別に好意を抱いており、改心後はアンジュを殺そうとした自分（PS Vita版では逆）を恥じている。
「グランディオーザ」はエスペラント語で「雄大な」「堂々たる」を意味する。
ヒンメル (Himmel)
声 - 名塚佳織
人間なら10代前半
アルベールの前世。天上を支える「天空神」の一柱の美少年で、ラティオの頂点に立つ王。元老院の命令で教育係となったオリフィエルから、英才教育を施されて育てられた。元老院の人形ではなく心ある者として育ててくれたオリフィエルとは、師弟の間柄を超えた絆で結ばれており信頼も厚い。年相応に悪戯好きだったようで、アルベールによればオリフィエルを怒らせることも多かったらしい。
オリフィエルの教育で様々な知識を学んでいくうちに、地上人を大切に思うセンサスの思想を知り、次第に排他的なラティオの元老院の思想に反発を覚えるようになる。そのことで元老院に幽閉されてしまい、ラティオを裏切ってセンサスに与したオリフィエルを最後まで信じて待っていたが、救出が間に合わず処刑されてしまう。
「天空神」は死んでも再び転生するため、センサスに下るよりは一から再教育した方が都合がよいという理由で元老院に殺されたが、転生する前に天上が滅びてしまったため甦ることはなかった。
バルカン (Vulcan)
声 - 福原耕平
PS Vita版からの追加キャラクター。ミュース族の里で鍛冶屋を営む男性でDS版にも登場していたデュランダル、ゲイボルグの産みの親である鍛冶の神バルカンの転生者。
自分の作り出した武器が戦争で多くの血を流すことを苦悩していた前世とは打って変わって陽気な性格をしており、生まれ変わった現世での人生を楽しんでいる。
鍛冶屋としての腕は前世同様一流でサブイベントをこなすことでルカたちに様々な武器を作ってくれる。
オリジナルバルカン (Original Vulcan)
声 - 福原耕平（PS Vita版）
鍛冶屋バルカンの前世。デュランダル、ゲイボルグの産みの親である鍛冶の神。天上界の戦争のために数多くの武器を作りラティオに奉げて来たが、魔槍ゲイボルグが狂気に走ったことで己の過ちを悔やむようになり今度こそ戦争終結のためにと作り出した聖剣デュランダルを最後に武器を作ることをやめた。
ラティオに属してはいたが内心ではラティオの選民思想を嫌っており、センサスに至っても協調性のない野蛮人の集まりとして天上界に混乱をもたらすと危惧していた。

### その他のキャラクター
エディ
声 - 斉藤貴美子
ルカの級友。いつもルカをからかったり、ニーノと共にパシリ扱いしているが、家出したルカを心配し、危ういところを助けたりするなど、根はいい友人である。
ニーノ
声 - 大本眞基子
ルカの級友。勉強嫌いで、授業のノートをルカに見せてもらっている。しかしエディ同様、ルカに見せ場を作ってやろうとしたり、危ういところを助けるなど、根はいい友人でもある。
ルカの父
声 - 大場真人
厳格な性格。ルカに家業を継がせようと、勉強を強要することもあるが実際には優しい父親である。
ルカがレグヌムからいなくなって以来、食べ続けていたためにチーズスープが好物になった。
エンディングの一枚絵では家族三人でフルフィの森にてキャンプを楽しんでおり、今までの厳格さを覆すほど優しい笑顔を家族に見せている。
ルカの母
声 - 大本眞基子
とても優しく、穏やかな性格。ルカの好きなチーズスープは彼女特製。
ハルトマン
声 - 青野武（ドラマCD） / 掛川裕彦（PS Vita版）
かつてベルフォルマ家に仕えていた執事。スパーダの教育係で、今でも彼のことを「お坊ちゃま」と呼んでいる。親や兄弟から見放されていたスパーダにとっては親代わりの存在。また、スパーダの剣術の才能を妬み、度々嫌がらせをしていた兄たちからスパーダを守っていたのも彼である。
しかし、PS Vita版では、家族に嫌われていたのはスパーダの誤解であったことが明かされる。食事の際はいつも自分だけ自室で食べさせられていたのは、「食事のマナーが悪く、食べるだけ食べたらすぐに席を立ってしまう」から。またスパーダの父親は、「いつかスパーダが必要になった時に渡して欲しい」とバルカンの剣をハルトマンに託していた。
料理の腕は天下一品で、度々スパーダの手助けをしてくれる数少ない協力者。現在は王都から離れた町ナーオスで隠居生活を送っている。
ポゥじいさん
南方の国ガルポスのジャングルに住んでいる老人。本名は「エデュグワー・ラム・ポゥ」。
常に陽気で、奇妙な歌を歌う。シアンの過去を知っているなど、謎の多い人物。本人は皇帝に仕えるシェフだったと言っており、料理のレシピに関するイベントも存在する。
エンディングの一枚絵で、自然の中を駆けるシアンを温かく見守っている。

## 開発
開発は本作が初めてのDS用ゲームとなるアルファ・システム。アルファ・システムは本作に先行して、大舘隆司がプロデューサーを務める『テイルズ オブ ザ ワールド レディアント マイソロジー』を開発していた。その頃大舘がもう1本RPGを手掛けることとなり、それをアルファ・システムに打診したところリソース的に問題ないと判断され本作の企画がスタートした。
打診があったのは2006年3月か4月頃で、正式にアルファ・システムに開発を頼むこととなったのが5月、そこから企画の準備やスタッフの動員が行われ、2006年末から2007年頭あたりで本格的に開発が始まった。
キャラクターデザインはいのまたむつみが担当。スケジュールの関係で担当が難しい可能性もあったが、いのまたがルカ役の木村亜希子のファンだったことから二つ返事で了承された。
オープニングテーマはKOKIAの「Follow the Nightingale」。KOKIAの起用は本作のディレクターである稲垣武俊がKOKIAのファンだったことによる。オープニングテーマの制作には、本作に関する大量の資料を使用しながらの打ち合わせが行われた。エンディングテーマも同じくKOKIAの「say goodbye & good day」だが、当初はエンディングテーマを入れる予定はなく容量の問題からも収録は無理とされていた。しかし稲垣が音声ミドルウェア「救声主」の存在を知ったことで容量が確保され、エンディングテーマやそれ以外の多数の音声も収録された。
BGMは中村和宏が担当。他のシリーズ作品でBGMを担当している桜庭統とは異なる、エスニック系の方向で制作を行っている。通常戦闘曲は中村なりの解釈で作ったところ「そうじゃない」と言われたため、過去作の通常戦闘曲を参考に制作しており、中村自身の「芸風」とは異なった曲となっている。

## 予約特典
「ボイスアドベンチャーDVD」。DVDにはボイスアドベンチャー「レアバード★アドベンチャー 〜テイルズユニバース危機一髪!〜」と高解像度フルアニメーションOPムービー、ボイスアドベンチャー出演声優インタビュー、『テイルズ オブ シンフォニア -ラタトスクの騎士-』のプロモーションムービーを収録。
また、DVDにはトレーディングカードゲーム「テイルズ オブ マイシャッフル」の限定カードが封入されている。
レアバード★アドベンチャー 〜テイルズユニバース危機一髪!〜
従来のチャットドラマと異なり、プレイヤーの選択によって話の展開が変わる形式になっている。選択を誤ればゲームオーバーとなり、ゲームを最初から始めることとなる。また、ゲームの途中でシリーズ作品の紹介が挿入される。タイトルの「レアバード」は、『テイルズ オブ ファンタジア』や『テイルズ オブ シンフォニア』に登場する空を飛ぶ乗り物のこと。
テイルズ オブ シリーズの全世界「テイルズユニバース」の安定を司る伝説のアイテム「エターナルグミ」が、3つに分かれてテイルズユニバースの各世界に四散する。プレイヤーはテイルズユニバースの崩壊を止めるため、ジェイドと共にレアバードに搭乗し、エターナルグミの欠片を探してテイルズユニバースの各世界を飛び回る。
冒険のナビゲーターとしてジェイド、アッシュが、冒険の先々でアーチェ、キール、ゼロス、ヴェイグ、ノーマが、敵役としてバルバトスが登場する。また、冒険の観覧者という立場でルカとカイウスが登場する。

## テイルズ オブ イノセンス R
2012年1月26日発売。『テイルズ オブ イノセンス』の「リ・イマジネーション」作品である。略称は「TOIR」。タイトルの「R / アール」は再構築（リイマジネーション）の頭文字。ストーリーはDS版から再構築され、フルボイス化（一から収録し直されている）やパーティキャラクターのコンウェイとキュキュやシナリオ、イベントの追加、マップやダンジョンの拡張が行われている。データの流用はなく、すべて組み直されている。発売日には渋谷の野外モニター3面を用いてスペシャル映像を公開するなど大々的なプロモーションを行った。オープニングテーマには新たにKOKIAの「New Day, New Life」が採用された。

### システム
戦闘システム
『テイルズ オブ ジ アビス』のFR-LMBSを改良した、DI-LMBS（ダイレクトインタラクション・リニアモーションバトルシステム）に変更された。エンカウント方式はシンボルエンカウントからランダムエンカウントに変更。
新たにレイヴシステムが導入された。プレイヤー側に有利な状況になる（攻撃を当てる、コンボを繋げるなどをする）とレイヴゲージが増加していき、溜まっているLvに応じて、セットしてあるステータスアップや経験値増加などのボーナスを得られる。逆に、不利な状況になる（攻撃を食らう、戦闘不能になる、状態異常になる）とゲージが減少してしまう。
敵が攻撃を受けているときに、強力な怒り攻撃をしてくるようになった。タイミングよくガードボタンを押すと反撃することが可能。成功すると行動が全てキャンセルされ、もう一度コンボを入れることが可能になるので、プレイヤー側が大幅に有利となる。
覚醒やインフィニティジャムはなくなり、オーバーリミッツを採用。発動すると行動がキャンセルされ状態異常が治り、セットしたアビリティに応じた効果が発動する。
画面下のキャラクターアイコンをタッチすると、セットしてある術技が発動可能。いわゆるショートカットに当たる。
新技の追加や旧技を別のキャラクターに移すなど、キャラクターごとの術技が見直された。秘奥義も新規に追加され、DS版に登場した秘奥義は「第二秘奥義」として区別されている。また、DS版では敵の技はほぼ天術と秘奥義のみだったが、敵専用の特技も追加された。
カスタマイズ要素
スタイルが大幅に変更され、従来作のスキルと同様のシステムに変更された。AP（アビリティポイント）を消費してアビリティを手に入れ、CP（キャパシティポイント）の範囲内で付け替えることができる。武器のカスタマイズは採用されていない。
このほか、料理システムがアイテムとしての存在ではなく、従来作と同じ料理したものをその場で食べるというシステムに変更されている。また、敵を倒していくことで賞品を得られる「闘技場」、ステータスやキャラクターの見た目が変化する「称号」が追加されている。

### 予約特典
「テイルズ オブ イノセンス R スペシャルドラマチックアプリ ダウンロードカード」。PS Vitaで使用できるガジェットアプリのコードが記載されている。
アプリ内容
アドベンチャースキットドラマ -想いを繋ぐ主人公篇-
選択肢によってエンディングが変化するスキットドラマ。
登場キャラクターはルカ、イリア、キュキュ、コンウェイ、ジェイド、カイウス、リタ、シング。
イノセンス R おみくじ時計
おみくじ機能の付いた時計アプリ。

## 関連作品

### 漫画
テイルズ オブ イノセンス
海童博行作画により『ジャンプスクエア』2007年12月号 - 2008年6月号まで誌上連載した後、2008年6月 - 9月まで『ジャンプスクエア』のホームページ上にて続きを連載、途中で終了し、最終話は単行本に収録された。全12話。
ゲーム発売前に連載開始したため、オリジナル展開も多く、スタッフも「1月号では本編とは違うストーリーが展開している」とブログで語っている。原作との相違点および独自の設定として、「異能者は影の形が普通の人間と違い、前世の時の姿が影になって現れる」「スパーダがレジスタンス集団のリーダー」「マティウスがイリアの家族とスパーダの仲間を殺害している」「シアンとアルベールが登場しない」「ガードルが転生者扱い」「リカルドが仲間をファミリーネームで呼ばない」といった描写がなされている。
1. ISBN 978-4-08-874491-9
2. ISBN 978-4-08-874569-5
3. ISBN 978-4-08-874607-4

ているず おぶ の食卓
『ビバ☆テイルズ オブ マガジン』に掲載される、ゲームに登場する料理をテーマとする作品。
〜大人の特権？ 子どもの主張〜
2015年7月号に掲載。作画は無糖党。「トマトの冷製パスタ」をテーマとする。
〜チャーシューメンで仲直り？〜
2016 Springに掲載。作画はメガ。「チャーシューメン」をテーマとする。
この他、一迅社から『イノセンス R』のアンソロジーコミックが1巻刊行されている。

### 小説
テイルズ オブ イノセンス
著者は金月龍之介、イラストは松竹徳幸。スーパーダッシュ文庫より刊行。
- 引き継がれし想い ISBN 978-4-08-630398-9
- 昇華する約束 ISBN 978-4-08-630411-5

### ドラマCD
- ドラマCD「テイルズ・オブ・イノセンス」Vol.1
- ドラマCD「テイルズ・オブ・イノセンス」Vol.2

## 関連商品

### 書籍
- テイルズ オブ イノセンス 公式コンプリートガイド ISBN 978-4-902372-15-1
- テイルズ オブ イノセンス パーフェクトガイド ISBN 978-4-7577-4150-8
- テイルズ オブ イノセンス 天地創世の書 ISBN 978-4-08-779446-5
- 週刊テイルズ オブ イノセンス
  - Vol.1 ISBN 978-4-7973-4610-7
  - Vol.2 ISBN 978-4-7973-4611-4
  - Vol.3 ISBN 978-4-7973-4612-1
  - 1 - 3セット ISBN 978-4-7973-4613-8

### サウンドトラック
- テイルズ オブ イノセンス オリジナルサウンドトラック アナザーイノセンス
  - オリジナルと銘打ってはいるが、全曲にアレンジが施されている。

## 他のシリーズ作品との関連
テイルズ オブ ハーツ（2008年12月18日発売）
貴重品「大きな剣」を入手するとルカ、「ガンホルダー」を入手するとイリアを援護キャラクターとして呼び出せる。呼び出すとルカは「崩昇襲斬」、イリアは「タイドバレット」を使用する。
テイルズ オブ ザ ワールド レディアント マイソロジー2（2009年1月29日発売）
シリーズキャラクター共演作品。ルカ、イリア、スパーダがプレイヤーキャラクターとして登場。
テイルズ オブ バーサス（2009年8月6日発売）
シリーズキャラクター共演作品。ルカとイリアがプレイヤーキャラクターとして登場。
テイルズ オブ ヴェスペリア（PS3版）（2009年9月17日発売）
アスラの衣装がユーリとラピードのコスチュームとして、リカルドの衣装がレイヴンのコスチュームとして登場。
ケロロRPG 騎士と武者と伝説の海賊（2010年3月4日発売）
『ケロロ軍曹』のメディアミックス作品。本作品のタママとコーダをどちらも小桜エツコが演じていることから、予約限定クリアファイルにコーダが登場している。
テイルズ オブ ザ ワールド レディアント マイソロジー3（2011年2月10日発売）
シリーズキャラクター共演作品。ルカ、イリア、スパーダ、リカルド、アンジュがプレイヤーキャラクターとして、コーダがノンプレイヤーキャラクターとして登場。
テイルズ オブ ザ ヒーローズ ツインブレイヴ（2012年2月23日発売）
シリーズキャラクター共演作品。ルカとスパーダがプレイヤーキャラクターとして登場。
テイルズ オブ ザ ワールド タクティクス ユニオン（2012年7月2日配信）、テイルズ オブ ザ ワールド レーヴ ユナイティア（2014年10月23日発売）
シリーズキャラクター共演作品。ルカとスパーダがプレイヤーキャラクターとして登場。
テイルズ オブ エクシリア2（2012年11月1日発売）
ルカとアスラの衣装がルドガーのコスチュームとして登場。
テイルズ オブ ハーツ R（2013年3月7日発売）
『ハーツ』のリメイク版。スパーダの衣装がヒスイのコスチュームとして登場。
テイルズ オブ ハーツ R インフィニット エボルブ
『ハーツ R』の予約特典ゲーム。ルカ、イリア、コンウェイをサポートキャラクターとして呼び出せる。呼び出すとルカは「崩昇襲斬」、イリアは「タイドバレット」、コンウェイは「ファイアボール」・「エクスプロード」（選択可能）を使用する。
テイルズ オブ ザ レイズ（2017年2月28日配信）
シリーズキャラクター共演作品。ルカ、イリア、スパーダ、リカルド、アンジュ、エルマーナ、コンウェイ、キュキュ、コーダ、マティウス、ハスタ、チトセが登場。